# 養老-桑名-四日市断層帯
養老-桑名-四日市断層帯（ようろう-くわな-よっかいちだんそうたい）は、岐阜県西濃地域と三重県北勢地域に跨る逆断層の活断層帯で、養老山地と濃尾平野の境界付近に存在する。養老山地はこの断層の活動による隆起によって、濃尾平野はこの断層の活動による沈降によって形成された（濃尾傾動地塊）。断層の平均変位速度や過去の活動から近畿・東海地方を代表する活断層の一つとされており、極めて明確な変位地形を伴っている。

## 概要
養老-桑名-四日市断層帯は、岐阜県垂井町から三重県桑名市を経て四日市市まで、ほぼ養老山地と濃尾平野の境界及び養老山地の南に続く丘陵地の東縁に沿って延びる、全長約60kmの断層帯である。この断層帯は、宮代断層、養老断層、桑名断層及び四日市断層と、これらに付随する断層から構成され、西傾斜の逆断層であると推定されている。横ずれ成分は認められていない。桑名市付近を境に、北部は北北西-南南東走向、南部は北北東-南南西走向となる2つの断層面で近似する。
断層面の上端深度は地表にまで達しており、0kmとされている。断層面の深部形状については十分な資料がないが、断層面下端の深さを地震発生層の下限である15 - 20kmと推定し、断層面の傾斜を30°として、断層面の幅は30 - 40kmと求られている。
前述のとおり、この断層帯は養老山地と濃尾平野の境界に位置しているが、養老山地はこの断層の活動による隆起によって、濃尾平野はこの断層の活動による沈降「濃尾傾動運動」によって形成された（濃尾傾動地塊）と推定されている。後述する断層の平均変位速度や活動間隔から近畿地方を代表する活断層の一つとされて濃尾傾動運動おり、極めて明確な変位地形を伴っている。
この断層帯の北には左横ずれ主体の柳ヶ瀬・関ヶ原断層帯南部、南には西傾斜の逆断層である布引山地東縁断層帯東部、及び鈴鹿沖断層が連続的に分布している。これらを総称して柳ヶ瀬-養老断層系と呼ぶ場合もある。

## 断層の活動
この断層帯の最新活動時期は15世紀以降と推定されており、この地域に大規模な被害を与えたとされる天正地震の起震断層である、或いはその一つである可能性がある。また、この一つ前の活動は7 - 9世紀の間と推定されており、天平地震の起震断層であった可能性がある。この2つの活動含めて最近7000年間に6、7回の活動したと推定され、平均活動間隔は1000年程度である可能性がある。
最近10万年間の平均上下変位速度は、養老断層が最も大きく1.7m以上/1000年と推定されており、桑名断層が1 - 1.2m/1000年、四日市断層が0.5m/1000年と、養老断層を中心に活動的であると推定されている。また、最近1万年間の平均上下変位速度は、養老断層は3.3 - 3.5m/1000年、四日市断層は1.2 - 1.8m/1000年と推定されている。
養老-桑名-四日市断層帯では、断層帯全体が一つの区間として活動し、Mj8程度の地震が繰り返し発生していたと推定されている。また、この際上盤側が6m程度相対的に隆起すると推定されている。今後もこのように活動すると推定されており、この活動の際、岐阜県、及び三重県で最大震度7程度の揺れが発生する可能性がある。

### 断層帯周辺の地震活動
日時はグレゴリオ暦で日本標準時に基づく
歴史時代
- 745年6月5日 - 天平地震
- 1586年1月18日 - 天正地震
- 1854年7月9日 - 伊賀上野地震

20世紀以降
- 1998年4月22日 - 三重県北部 Mj5.5 最大震度4[9]